# Bahnhof Burgdorf (Han)
Der Bahnhof Burgdorf (Han) ist ein Bahnhof an der Bahnstrecke Lehrte–Hamburg-Harburg in Burgdorf in der Region Hannover. Die Station ist mit zwei Linien in das S-Bahn-Netz der Region Hannover eingebunden und wird von der S6 und S7 durch gegenseitige Überlagerung jede halbe Stunde bedient.

## Lage
Der Bahnhof befindet sich zwischen Stadtmitte und Weststadt und liegt somit sehr zentral. Am Bahnhofsvorplatz befindet sich ein Busbahnhof. Nordöstlich befindet sich unter anderem eine Niederlassung der Raiffeisen-Warengenossenschaft Osthannover eG, die vormals auch über Anschlussgleise verfügte.

### Gebäude

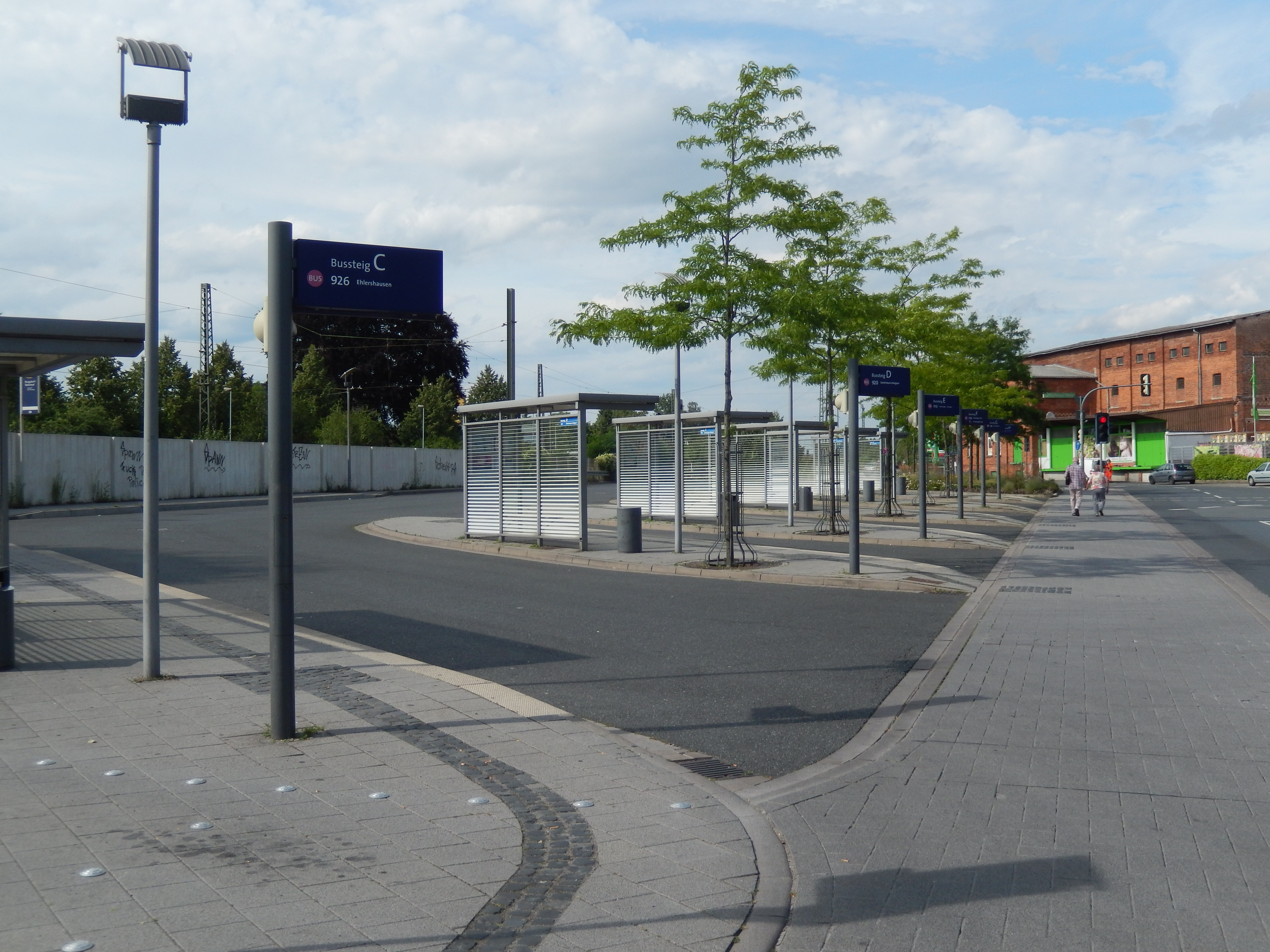
Busbahnhof

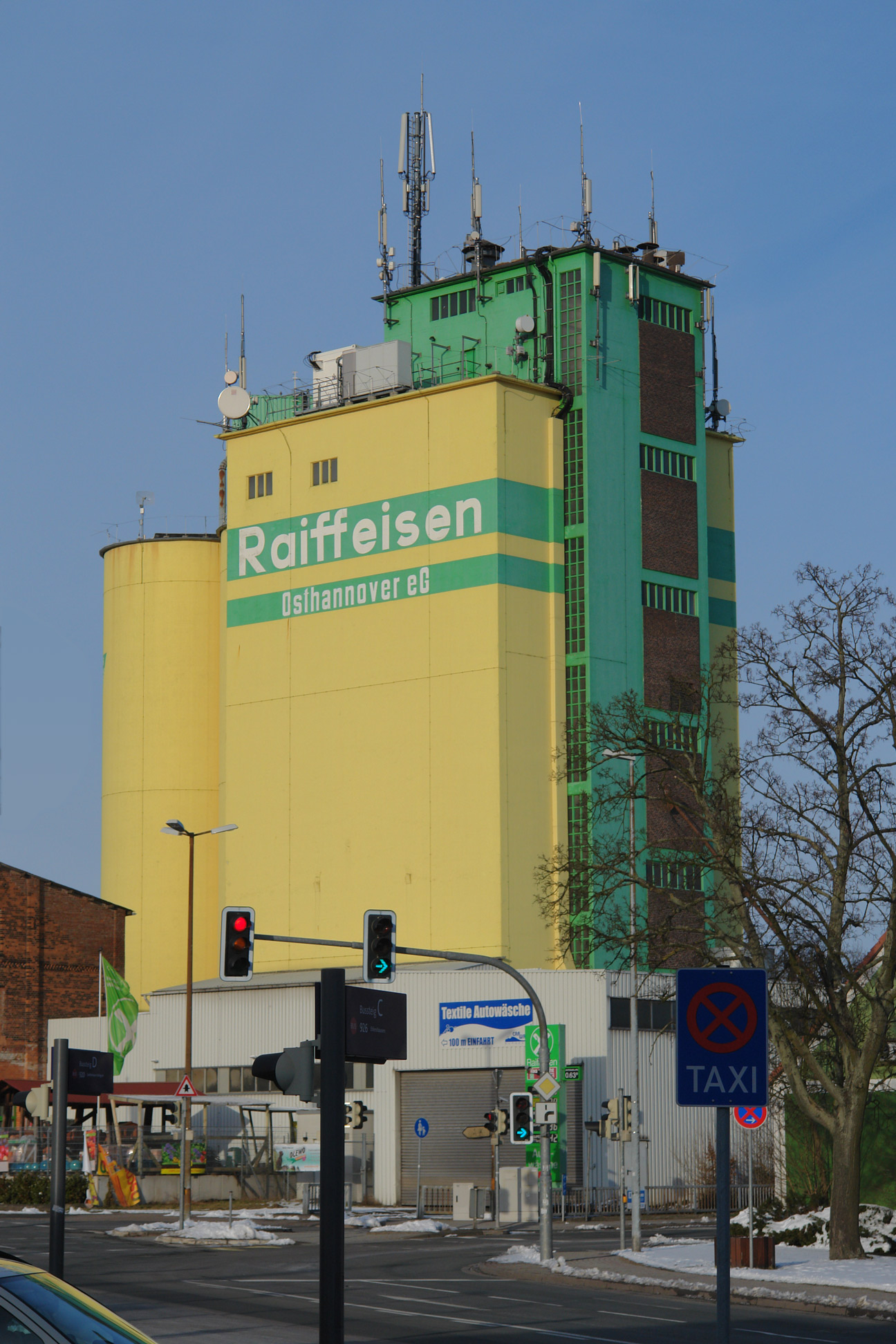
Die Niederlassung der RWG Osthannover nahe dem Bahnhof

Das erste Empfangsgebäude wurde von 1845 bis 1850 erbaut und ist ein Baudenkmal. An den Plänen hat auch der hannoversche Hofbaumeister Georg Ludwig Friedrich Laves mitgewirkt. Es handelt sich um ein zweigeschossiges, bis auf das Sockelgeschoss verputztes, massives Hauptgebäude mit einem flachen Satteldach, wobei die Giebel zur Gleis und zur Straßenseite zeigen. Die regelmäßig angeordneten Fenster waren im Erdgeschoss hochrechteckig, im ersten Stock gab es Rundbogenfenster. Nördlich angebaut war ein einstöckiger Trakt mit ebenfalls flachen Satteldach, bei dem allerdings die Traufseite zum Gleis zeigte. In diesem befand sich auch der Eingang von der Straßenseite, der über einen flache Terrasse mit Treppen erreichbar war. Auf der Gleisseite war dem Anbau noch eine Pergola vorgelagert. Im Erdgeschoss gab es einen Wartesaal und eine Gaststätte. Nördlich des Gebäudes war noch ein kleines einstöckiges Nebengebäude mit den Toiletten und Lagerräumen.
1959 wurde der Anbau abgerissen, dafür ein teils zweigeschossiger Neubau errichtet, der durch den Verzicht auf das Sockelgeschoss nicht wesentlich höher war als der alte Anbau. Er verfügte über einen Empfangshalle mit einer großen Glasfront, die nun ebenerdig erreichbar war. Hier waren Fahrkartenausgabe und Gepäckabfertigung untergebracht. Im Obergeschoss gab es eine Dienstwohnung. Der Altbau beherbergte die Gaststätte, eine Wohnung für den Wirt und ab 1965 auch das Stellwerk.
Nachdem im Empfangsgebäude und am Bahnsteig bereits um die Jahrtausendwende und in Vorbereitung auf die Expo 2000 kleinere Modernisierungsarbeiten durchgeführt worden waren, wurde der Bahnhof samt Tunnelanlage und Vorplatz im Rahmen eines Sofortprogramms der Deutschen Bahn zur Verschönerung ihrer Bahnhöfe im Frühjahr 2005 saniert und dabei teilweise umgebaut. Dazu zählte die Umwandlung der ehemaligen Gepäckaufbewahrungsräume in einen DB-Service-Store.
Der Bahnhof verfügt über einen überdachten Mittelbahnsteig, der vom Empfangsgebäude aus über eine Unterführung mit beidseitigem Zugang oder über einen südlich des Gebäudes verlaufenden Fußgängertunnel erreicht wird. Ein Hausbahnsteig ist nicht mehr vorhanden.

## Geschichte
Die Bahnstrecke und der Bahnhof wurden am westlichen Stadtrand Burgdorfs gebaut, erst später wuchs die Stadt auch weit in westlicher Richtung jenseits der Bahnstrecke. Von 1908 bis 1961 befand sich nordöstlich des Staatsbahnhofes in Nachbarschaft der Gütergleise der Bahnhof der Burgdorfer Kreisbahnen. Er verfügte über ein eigenes Bahnhofsgebäude und einen Lokschuppen, beide Gebäude wurden erst nach 2000 abgerissen. Für Umsteigende waren etwa 500 Meter Fußweg erforderlich. Durch Bedienung des Kaliwerkes Riedel, der Erdölfelder und der Heeresmunitionsanstalt Hänigsen fielen zeitweise beträchtliche Güterverkehrsleistungen an, die in Burgdorf auf die Staatsbahn übergingen. Seit der Gebietsreform (1974) liegen auch die Bahnhöfe Otze (Kategorie 6) und Ehlershausen (Kategorie 5) im Gemeindegebiet der Stadt Burgdorf.
1965 wurde die Strecke Lehrte–Celle elektrifiziert. Seitdem erfolgte der Personenverkehr, bis zur Aufnahme des S-Bahn-Betriebes im Jahr 2000, zunächst mit als Nahschnellverkehrszug, später als Nahverkehrszug und Regionalbahn bezeichneten Wendezügen aus Elektrolokomotive mit n-Wagen.
Im Bahnhof waren zwei mechanische Stellwerke, ein Wärterstellwerk von 1909 und ein Fahrdienstleiterstellwerk von 1932, der Bauform Scheidt & Bachmann in Betrieb, die 1986 durch ein Relaisstellwerk der Bauform Sp Dr S 600 ersetzt wurden. 2001 übernahm das Stellwerk Lf im Bahnhof Lehrte dessen Fernsteuerung.

## Verkehr

### Bahnverkehr
Der Bahnhof wird durch die Linien S6 und S7 der S-Bahn Hannover an Hannover, Celle und die übrigen Umlandgemeinden angeschlossen: Während die S7 auf dem Weg nach Hannover in Lehrte „Kopf macht“ und alle Bahnhöfe auf der Strecke bedient, hält die Linie S6 nicht in Lehrte und lässt weitere kleinere Stationen aus, wodurch sie deutlich beschleunigt wird.
| Linie | Verlauf | Takt   |
| ----- | --- | ------ |
| S 6   | Celle – Ehlershausen – Otze – Burgdorf (Han) – Aligse – Hannover Karl-Wiechert-Allee – Hannover Hbf Stand: Fahrplanwechsel Dezember 2021                                                                   | 60 min |
| S 7   | Celle – Ehlershausen – Otze – Burgdorf (Han) – Aligse – Lehrte – Ahlten – Hannover-Anderten-Misburg – Hannover Karl-Wiechert-Allee – Hannover-Kleefeld – Hannover Hbf Stand: Fahrplanwechsel Dezember 2021 | 60 min |

Der Bahnhof wurde immer nur von Zügen des Nahverkehrs bedient, früher hielten dort auch vereinzelt Eilzüge.
Von den einstigen Güterverkehrsanlagen ist ein Ausweichgleis nördlich des Personenbahnhofs übrig geblieben.

### Busverkehr
Von den Busbahnhöfen Bahnhof und Bahnhof/Westseite aus beginnen zahlreiche Linien, welche die umliegenden Ortsteile Burgdorfs und Nachbarkommunen an die Innenstadt sowie den Bahnhof Burgdorf anbinden. Ebenfalls machen sämtliche Buslinien des Stadtverkehrs am Bahnhof halt. Auch die Westseite des Bahnhofs wird durch vier Buslinien angefahren.
| Linie | Linienverlauf                                                            | Bemerkungen           |
| ----- | ------------------------------------------------------------------------ | --------------------- |
| 636   | Großburgwedel – Schillerslage – Burgdorf                                 | Bahnhof Westseite     |
| 639   | Großburgwedel – Thönse – Wettmar – Engensen – Burgdorf                   | Bahnhof Westseite     |
| 900   | Burgdorf – Kirchhorst – Altwarmbüchen – Hannover ZOB                     | sprintH               |
| 905   | Bahnhof Westseite – Langeoogstraße – (Spittaplatz–) Bahnhof Westseite    | Stadtverkehr Burgdorf |
| 906   | Bahnhof – Südstadt – Bahnhof                                             | Stadtverkehr Burgdorf |
| 907   | Ostlandring, Betriebshof – Peiner Weg – Bahnhof                          | Stadtverkehr Burgdorf |
| 910   | Hänigsen – Obershagen – Weferlingsen – Sorgensen – Burgdorf              |                       |
| 916   | Burgdorf – Heeßel – Beinhorn – Schillerslage                             | Bahnhof Westseite     |
| 920   | Hänigsen – Dachtmissen – Sorgensen – Burgdorf                            |                       |
| 926   | Ehlershausen – Otze – Burgdorf                                           |                       |
| 930   | Uetze – Altmerdingsen – Hülptingsen – Burgdorf                           |                       |
| 946   | Dollbergen – Schwüblingsen – Sievershausen – Arpke – Immensen – Burgdorf |                       |

(Stand 2022)